# Саки, Гёкхан
Гёкхан Саки (тур. Gökhan Saki; род. 18 октября 1983 года, Схидам, Нидерланды) — голландский и турецкий спортсмен, выступающий в смешанных единоборствах (сокращённо MMA от англ. Mixed Martial Arts), кик-боксинге (в тяжёлом весе). Дважды чемпион Голландии и Европы по Муай Тай. Финалист турнира К-1 в Амстердаме 2006 года и чемпион турнира К-1 2008 года на Гавайях. Финалист мирового Гран-При К-1 2010 года. Первый в истории Турции боец, имеющий звание в К-1.

## Биография
Саки родился и вырос Схидаме, небольшом городке около Роттердама, в большой семье турецкого происхождения. С 11 лет начал заниматься кикбоксингом, попробовал себя в футболе. В 14 лет по семейным обстоятельствам был вынужден бросить школу. В 16 лет отказался от занятий футболом, сосредоточившись на кикбоксинге.
Первым тренером был Ян Пастьерик, под руководством которого он стал чемпионом Голландии, Европы и мира по тайскому боксу всего за три года. В 2003 году стал членом команды Golden Glory. В 2006 году вернулся к Пастжерику и стал выступать вместе с ним и Golden Glory. Тренируясь с Кором Хеммерсом, Саки одержал победу над такими бойцами как Андре Тете, Виталий Ахраменко и Энрикес Зова. Кроме того, встречался с Бадром Хари, Николасом Петтасом. При всех заслугах Хеммерса, Саки всегда отмечал работу первого тренера, которому удалось поставить бойцу технику.

### 2006—2007
Дебют Гёкхана Саки в рамках К-1 состоялся на турнире в Амстердаме 13 мая 2006 года. В четвертьфинале победил белорусского бойца Алексея Игнашова, а в полуфинале — Рани Бербачи, однако в финале проиграл в первом раунде нокаутом Бьорну Бреги.
В марте следующего года Саки вернулся в К-1, вышел против Хироми Амады в Гран-При К-1 в Йокогаме 2007 года и выиграл техническим нокаутом, активно используя лоу-кики. 23 июня 2007 года в рамках Гран-При Амсетрдама 2008 года он решением судей победил Мурада Бузиди. Год закончился удачно — 2 ноября он добился победы над российским бойцом Магомедом Магомедовым в рамках K-1 Fighting Network Turkey 2007 в Стамбуле. После схватки между бойцами произошло недоразумение, когда Саки ударил Магомедова в конце боя, притворяясь, что хотел обнять его. Магомедов счел это неспортивным поведением, и ударил Саки головой. Последовал скандал с участием тренеров и менеджеров, но в конце концов всё было улажено, и оба бойца пожали друг другу руки. Магомедов проиграл единогласным решением судей.

### 2008
16 февраля 2008 года Саки выиграл чемпионское звание в тяжёлом весе (+95 кг) в WFCA World Thaiboxing. В бою за это звание он техническим нокаутом (левый лоукик) победил англичанина Криса Ноулеса в своем родном городе Схидам. Затем последовал супербой в рамках K-1 World Grand Prix 2008 в Амстердаме 26 апреля, в котором он нокаутировал Пола Словински левым кроссом в первом раунде.

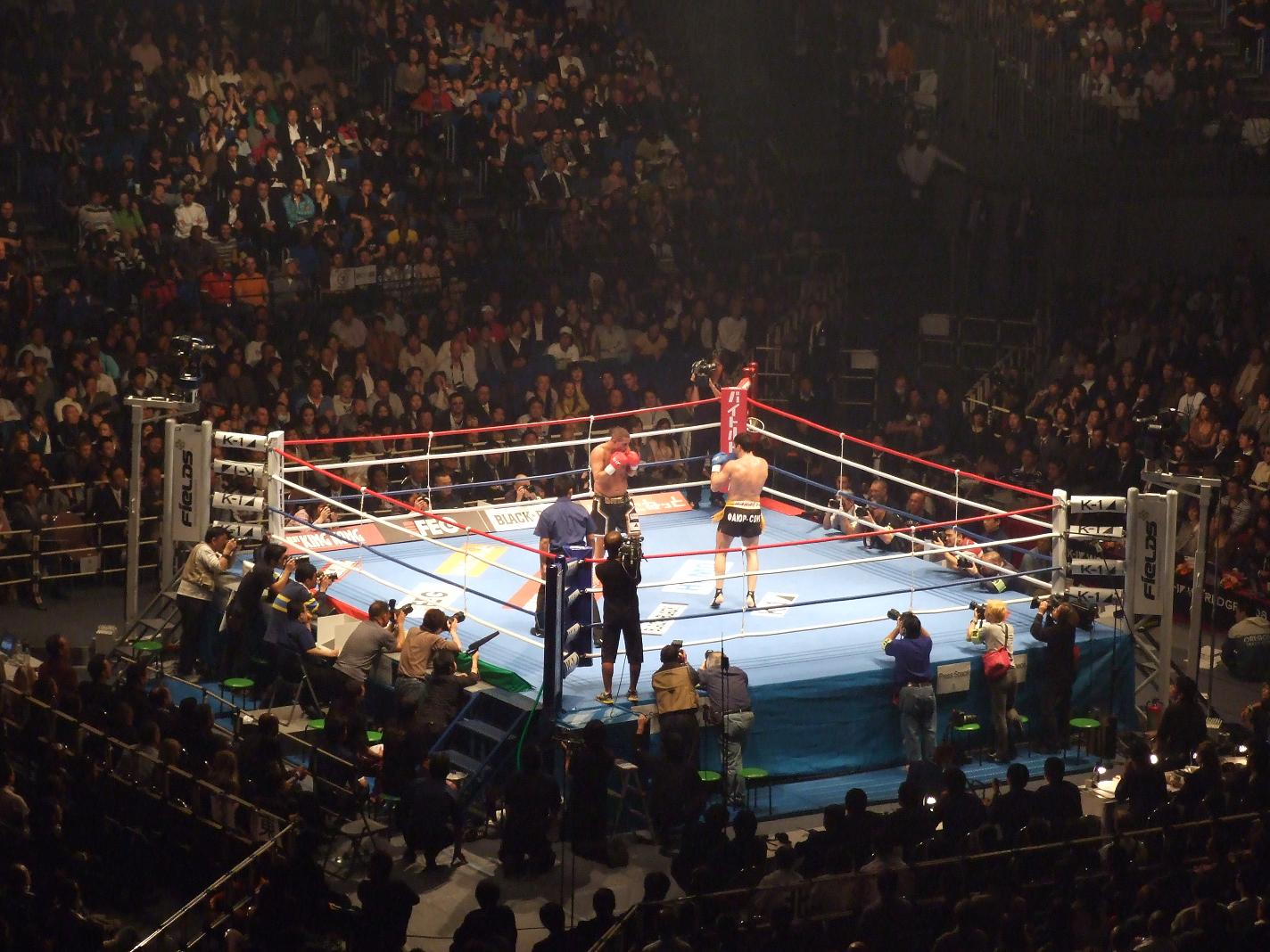
Гёкхан Саки против Караева на турнире K-1 WGP 2008

Его победы привлекли внимание антрепренёров и Гёкхана Саки пригласили принять участие в 16-м турнире K-1 World Grand Prix 2008 на Гавайях, который стартовал 9 августа. Саки выиграл турнир, нокаутировав всех трёх оппонентов, Дойча Пюю, Рика Чика и Рэнди Кима. Эта победа позволила Саки принять участие в финале шестнадцати в рамках мирового Гран-при в К-1 (англ. 2008 K-1 World Grand Prix), а боец стал первым турком, который победил в К-1 Гран-При.
В конце 2008 года, 27 сентября стартовал турнир шестнадцати в Сеуле. Первым боем Саки стал бой с легендарным представителем Новой Зеландии Рэем Сефо. После трёх раундов судьи приняли решение о ничьей, таким образом отправив бойцов в дополнительный раунд, который должен был определить победителя. После дополнительного раунда единогласным решением Саки был объявлен победителем. В декабре Саки попал в финал Гран-при, где победил Руслана Караева в полуфинале, однако в финале попал под нокаут победителя турнира Реми Боньяски, пропустив удар ногой в прыжке.

### 2009
28 февраля 2009 года Саки провел бой с Арндтом Банком, успешно защитив титул чемпиона в тяжёлом весе WFCA по тайскому боксу. Победа над немцем была одержана в первом раунде после мощного удара по корпусу. Через месяц он принял участие в Гран-при турнира K-1 в Йокогаме, где восемь бойцов определяли чемпиона в тяжёлом весе (свыше 100 кг). В полуфинале он бился с Тайроном Спонгом, три раунда победителя не выявили и бой был продолжен в дополнительном, четвёртом раунде. В нём Саки удалось отправить соперника в нокаут. В финале Саки противостоял японец Кейджиро Маеда. Как и в предыдущем поединке, в трёх раундах чемпион выявлен не был, а по итогам экстра-раунда раздельным решением победил японец.
2 августа в рамках K-1 World Grand Prix 2009 в Сеуле состоялся бой Саки с украинцем Павлом Журавлёвым. Бой завершился поражением турка единогласным решением. Также в бою Саки получил травму колена, что означало для него пропуск Гран-при шестнадцати лучших. Однако, он принял участие в матче резервистов в финальной части Гран-при К-1 2009 года, где встретился с легендарным голландцем Петером Артсом. По единогласному решению Саки проиграл, таким образом его серия без побед составила три боя.

### 2010
В начале 2010 Саки одержал две победы — в январе и феврале, в том числе защитил титул WFCA по муай-тай, а в апреле вернулся в K-1. На Гран-при К-1 в Йокогаме (K-1 World Grand Prix 2010) он решением одержал победу над Джайдипом Сингхом, а затем — над Мелвином Манхуфом в рамках It's Showtime 2010 в Амстердаме. Во втором раунде бой был остановлен после того, как Манхоф трижды побывал в нокдауне.
К середине 2010 года Саки полностью восстановился после травм и набрал хорошую форму. В итоге, он был приглашен на финал 16-и Гран-при K-1 2010 года, который проходил в Сеуле (Южная Корея). 2 октября состоялся бой с французом Фредди Кемайо, который был нокаутирован в первом раунде.

Затем он принял участие в проходившем в Амстердаме United Glory сезона 2010/11 (United Glory 12), в первом бою отправив в нокаут представляющего Германию Николая Фалина.
После этой победы Саки вернулся в Японию для участия в K-1 World Grand Prix 2010 Final, турнире, который стартовал 11 декабря 2010 года. Он встретился с Даниэлем Гитой в четвертьфинале и победил единогласным решением судей после четырёх раундов. В этом бою он получил перелом правой руки, однако вышел на полуфинальный бой с партнером по команде Golden Glory Алистаром Оверимом. Действуя только левой рукой и ногами, ему удалось потеснить более крупного соперника, и даже сбить того с ног. Оверим попал тяжелым левым киком по туловищу, после чего Саки получил ещё и перелом ребра справа. Бой был остановлен в первом раунде, так как Саки не мог продолжать бой.

### 2011
После восстановления от травм, полученных в рамках К-1 Гран-При, Саки в марте 2011 года вернулся в серию United Glory World Series, где одержал победу над Венделлем Роше по решению в полуфинале United Glory 13.
28 мая в Москве он решил продолжить подготовку к United Glory 14 и решением одержал победу над Брис Гуйдоном.

### 2012
28 января 2012 года Саки встретился с марокканским бойцом Бадром Хари в рамках проходившего в Нидерландах It's Showtime 2012 in Leeuwarden. Этот бой стал последним для Хари, который решил перейти из кикбоксинга в бокс. Хари очень легко победил своего оппонента, послав Саки трижды в нокдаун в первом раунде, в итоге бой был остановлен, а победа присуждена Хари техническим нокаутом. Победными оказались правый апперкот (первый нокдаун), затем правый хук (второй) и левый апперкот (третий нокдаун).
После того, как первый тренер Саки, Кор Хеммерс получил пост в промоутерской компании Glory, он больше не мог уделять столько времени тренировкам, в итоге Саки перешёл в команду Mike’s Gym, которую возглавлял Майк Пассенье.
В рамках турнира Glory 2: Brussels 6 октября 2012 года, который проходил в Брюсселе (Бельгия), Саки встретился с Мурадом Бузиди и победил единогласным решением судей.
Завершал год Саки турниром по смешанным единоборствам для представителей тяжёлого веса Dream 18 & Glory 4: Tokyo в Сайтаме (Япония), финал которого проходил 31 декабря 2012 года. В матче открытия Саки победил Раумару, дважды в первом раунде отправив того на паркет, в итоге судья был вынужден прекратить бой. В четвертьфинальном поединке Саки вышел на бразильского бойца Андерсона «Брэддока» Силву, которого победил коронным левым хуком на последних секундах первого раунда. На стадии полуфинала Саки вышел на будущего победителя турнира Сэмми Схилта. По показателям рост-вес Саки существенно уступал сопернику, однако проиграл лишь по очкам.

### 2013—наст.время
6 апреля 2013 года на Glory 6: Istanbul турок встречался с румыном Даниелом Гицэ, в бою за право оспорить титул чемпиона в тяжёлом весе Glory Heavyweight Championship, которым обладал Сэмии Схилт.

### Личная жизнь
Саки имеет гражданство Нидерландов и Турции, а его родители — турецкие иммигранты. В качестве своего любимого бойца называет Фёдора Емельяненко, также в интервью называл Рамона Деккерса.